# Jemal Kherkhadze
Jemal Kherkhadze (in georgiano ჯემალ ხერხაძე?, in russo Джемал Ноевич Херхадзе?, Džemal Noevič Chepchadze; Kutaisi, 2 febbraio 1945 – Kutaisi, 11 marzo 2019) è stato un allenatore di calcio e calciatore sovietico e dal 1991 georgiano, di ruolo attaccante.

## Palmarès

### Calciatore

#### Individuale
- Capocannoniere della Vysšaja Liga: 1

1969 (16 gol)